# Pratapa queda
Pratapa queda är en fjärilsart som beskrevs av Corbet 1938. Pratapa queda ingår i släktet Pratapa och familjen juvelvingar. Inga underarter finns listade i Catalogue of Life.